# Philopoimén
Philopoimén (ógörögül Φιλοποίμην; kb. i. e. 253 – i. e. 183) görög hadvezér. Nyolc alkalommal választották meg az Akháj Szövetség fővezérévé (sztratégoszává). Elsősorban Spárta ellen küzdött, amelyet végül sikerült megtörnie és a szövetségbe kényszerítenie. Az Akháj Szövetség így a Peloponnészoszi-félsziget domináns hatalmává vált, ám emiatt néhány évtizeddel Philopoimén halála után a rómaiak fel akarták oszlatni és amikor ellenálltak, egész Görögországot meghódították. Plutarkhosz szerint egy római azt mondta Philopoiménról, hogy ő volt "az utolsó görög", utána a függetlenségét elvesztő Hellászban már nem akadt hasonló tehetségű hadvezér.

## Ifjúsága
Philopoimén i. e. 253 körül született az árkádiai Megalopoliszban. Apja Kraugisz volt (Plutarkhosz szerint "minden tekintetben nevezetes ember"), aki azonban korán meghalt és Philopoimén nevelését befogadott barátja, a Mantineiából száműzött Kleandrosz folytatta. Mikor eléggé idős lett, nevelését két filozófus fejezte be, Ekdémosz és Megalophanész, akik inkább politikai és államügyekkel foglalkoztak. Korábban részt vettek Megalopolisz és Sziküón zsarnokainak elűzésében, valamint Kürénében a helybeliek kérésére helyreállították a törvények uralmát. 
Külsejét illetően nem volt szép vagy tiszteletet parancsoló, egy történet szerint már híres hadvezérként kopott katonaköpenyében szolgának nézték és elküldték tűzifát hasogatni. Jelleme Plutarkhosz szerint becsvágyó volt és hajlamos volt a viszálykodásra és indulatosságra. Gyerekkorától kezdve katonának készült, hamar megtanulta a fegyverforgatást és a lovaglást. 
Felserdülve honfitársaival együtt gyakran részt vett a spártai területek elleni zsákmányszerző portyákon, de amikor nem volt hadiállapot, vadászattal vagy földműveléssel edzette a testét. Földbirtoka volt, de napszámosaihoz hasonlóan szalmazsákon aludt, hogy hozzászokjon a katonaélet lemondásaihoz. A hadi vállalkozásokon szerzett pénzt lovakra, fegyverekre és a hadifoglyok váltságdíjának kifizetésére fordította. Gyakran olvasta a filozófusok műveit, de csak azokat, amelyeket erényesnek és hasznosnak tartott; úgy vélte az olvasmányoknak tettekre kell buzdítaniuk. A háborút tartotta a legváltozatosabb térnek az erény gyakorlására és lenézte, tétlennek tartotta azokat aki a hadi tevékenységeket nem gyakorolták.

## Első harcai Spárta ellen

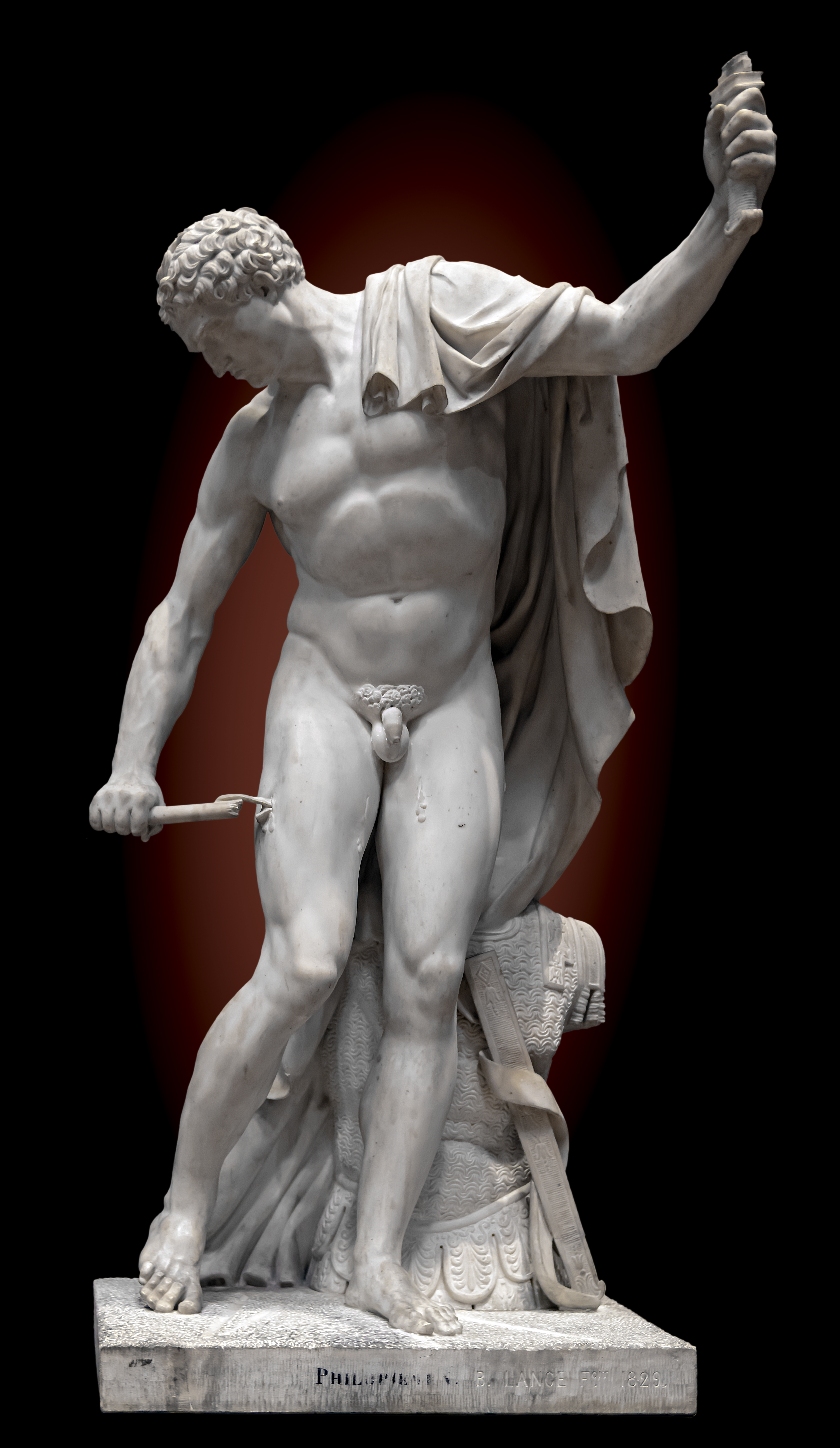
A sebesült Philopoimén (Bernard Lange szobra, 1829)

I. e. 223-ban, amikor Philopoimén harminc éves volt, Kleomenész spártai király váratlan éjszakai támadással elfoglalta Megalopoliszt. Philopoimén a védekezők segítségére sietett, vakmerően küzdött, de a spártaiak erősebbek voltak és kiszorították őket a városból; eközben elvesztette lovát és megsebesült. A megalopolisziak Messzénébe menekültek, ahol utolérte őket Kleomenész küldötte és visszahívta őket a városba. Philopoimén lebeszélte polgártársait a visszatérésről, mondván, hogy a spártaiaknak csak alattvalókra van szükségük, az üres várossal nem tudnak mit kezdeni. Kleomenész ezt követően kirabolta és feldúlta Megalopoliszt, majd zsákmányával hazavonult. 
A következő évben III. Antigonosz makedón király akháj, boiótiai, thesszáliai és akarnaniai szövetségeseivel Spárta ellen vonult és elfoglalta tőlük Argoszt és Mantineiát. Kleomenész azonban Szellasziánál elfoglalta a Lakóniába vezető hegyszorosokat. Philopoimén a makedónok szövetségeseként a lovassághoz volt beosztva, az illírek mellett. Az illírek nem várva a parancsra, rávetették magukat a spártaiakra és elszakadtak a lovasságtól. Eukleidasz, Kleomenész fivére ezt látva hátbatámadta az illíreket mozgékony könnyűgyalogosaival és szétzilálta őket. Philopoimén kérte a lovasparancsnokot, hogy támadják meg a spártai könnyűfegyverzetűeket, de mivel nem kaptak parancsot a királytól, azok elutasították. Így aztán maga gyűjtötte össze polgártársait, és támadásra vezette őket, megfutamítva a spártaiakat. Eközben egy dárdával eltalálták, a fegyver mindkét combját átütötte. A társai nem mertek hozzányúlni a sebéhez, ezért maga törte el a dárdanyelet és kihúzatta a lábából, majd karddal rontott az ellenségre. A győztes csata után Antigonosz azt mondta róla, hogy "az a fiatalember nagy vezérre valló haditettet hajtott végre." A király vezérséget és magas fizetést ajánlott fel neki, de elhárította a megtiszteltetést, mert tartott tőle, hogy nem tűri majd, ha parancsolnak neki. 

## Az Akháj Szövetség vezetőjeként

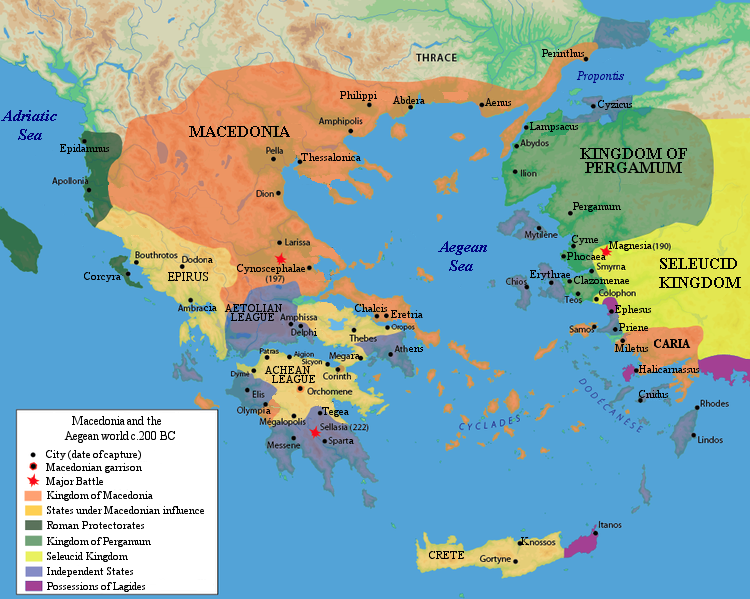
Az Akháj Szövetség i.e. 200 körül

I.e. 221-től tíz éven át Krétán volt zsoldos és nagy hírnévre tett szert. Amikor i. e. 210-ben visszatért Görögországba, felajánlották neki az Akháj Szövetség lovassági főparancsnoki tisztségét. Csapatait azonban gyatra állapotban találta, a lovak másodrendűek voltak, a gazdag lovagok pedig kivonták magukat a hadjáratok alól vagy másokat küldtek maguk helyett. Elődje elnézte a hiányosságokat, mert Akhaiában a lovagok kezében volt a hatalom; Philopoimén azonban nem riadt meg attól, hogy ellenségeket szerez, energikusan vetette magát a fegyvernem átszervezésébe. Akit kellett dicsért, másokat megbüntetett, katonai gyakorlatokat, harci játékokat szervezett. Rövid időn belül begyakoroltatta katonáival az egységes csapatmozdulatokat, lendületet és lelkesedést oltott beléjük. Még ugyanebben az évben az első római-makedón háborúval kapcsolatos összecsapások során csatát vívtak a Larisszosz folyó mellett az aitóliaiak és élisziek ellen. Az éliszi lovasság vezére, Damophantosz párbajra hívta ki Philopoimént, aki ledöfte őt és így nagy hírnévre tett szert. 
I. e. 209-ben az Akháj Szövetség fővezérévé (sztratégoszává) választották Philopoimént. Az Akháj Szövetség az észak-peloponnészoszi városok védelmi szervezete volt, mert rá kellett jönniük hogy a birodalmak korában egyedül már képtelen védekezni Makedónia vagy akár Spárta hódító törekvéseivel szemben. Harminckét éven át a szövetség lelke és tizenhatszor megválasztott fővezére Sziküóni Aratosz volt, de ő i. e. 213-ban meghalt. 

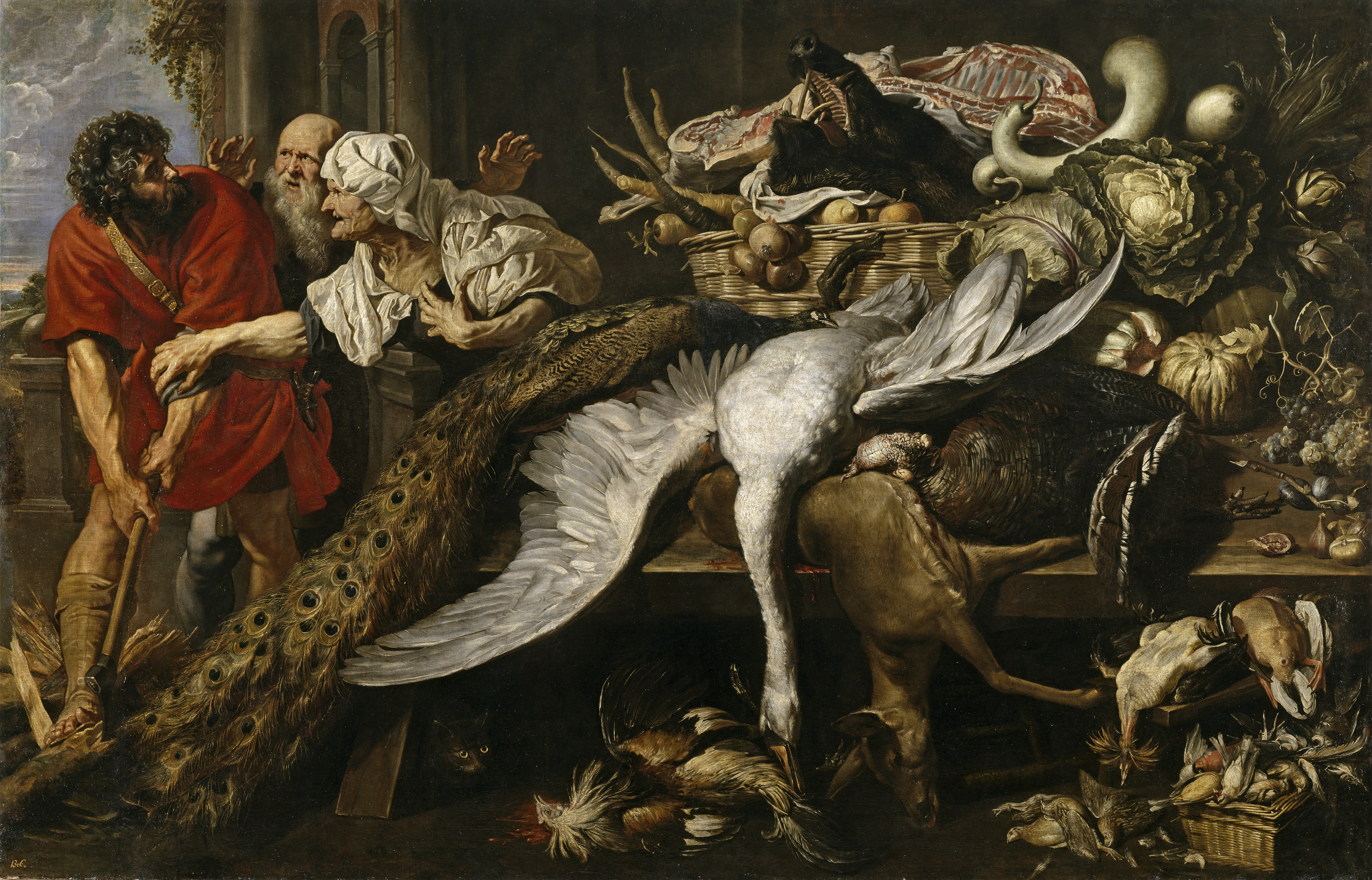
Szállásadói felismerik a szolgának nézett Philopoimént (Peter Paul Rubens és Frans Snyders képe, 1609)

Philopoimén első lépésként modernizálta az akhájok fegyverzetét. A könnyű, de kevés védelmet nyújtó keskeny pajzs helyett bevezette a kerek pajzsot, a makedónok lándzsáival felérő hosszú lándzsát és a nehéz vértezetet (sisak, mell- és lábvért). Igyekezett visszafogni a fényűzésre, lakomákra fordított összegeket, hogy azokat hadifelszerelésre költsék és rendszeresen gyakorlatoztatta katonáit, begyakoroltatta velük a falanxtaktikát. 
I. e. 207-ben a spártaiak, akiket a gyerekkorú Pelopsz helyett uralkodó Makhanidasz vezetett, betörtek Mantineia területére. Az Akháj Szövetség a segítségükre sietett és a város mellett összecsaptak a spártaiakkal. Makhanidasz az első rohammal megfutamította a vele szemben állókat és az üldözésükre indult, de eközben elszakadt serege többi részétől. Philopoimán az ellenség arcvonalában keletkezett rést kihasználva szétszórta a maradék spártaiakat, akik már azt hitték, hogy győztek és állítólag több mint négyezret megölt közülük. Ezt követően a visszatérő Makhanidasz ellen fordult. A spártai türannosz egy széles árkon próbált átugratni a lovával, de az a szügyével a szemközti partnak csapódott. Philopoimén ért oda először és lováról lándzsájával átszúrta a kiszolgáltatott helyzetbe került Makhanidaszt. 
Hírneve akkora volt, hogy amikor a boiótok megostromolták Megarát, elég volt annak (megalapozatlan) híre, hogy Philopoimén közeledik, máris visszavonultak. Amikor i.e. 201-ben az újabb spártai türannosz, Nabisz elfoglalta Messzénét, az Akháj Szövetség akkori sztratégosza, Lüszipposz nem volt hajlandó a segítségükre sietni. Philopoimén ekkor önhatalmúlag, népgyűlési határozat nélkül elindult és az akhájok lelkesen követték. Nabisz a közeledtére sietve elhagyta a már megszállt várost. Ezt követően Philopoimént i.e. 201-199 között a szövetség fővezérének választották. V. Philipposz makedón király megpróbálta meggyilkoltatni, hogy utána uralma alá hajtsa Akhaiát, de nem járt sikerrel. 

## Visszatérése Krétára

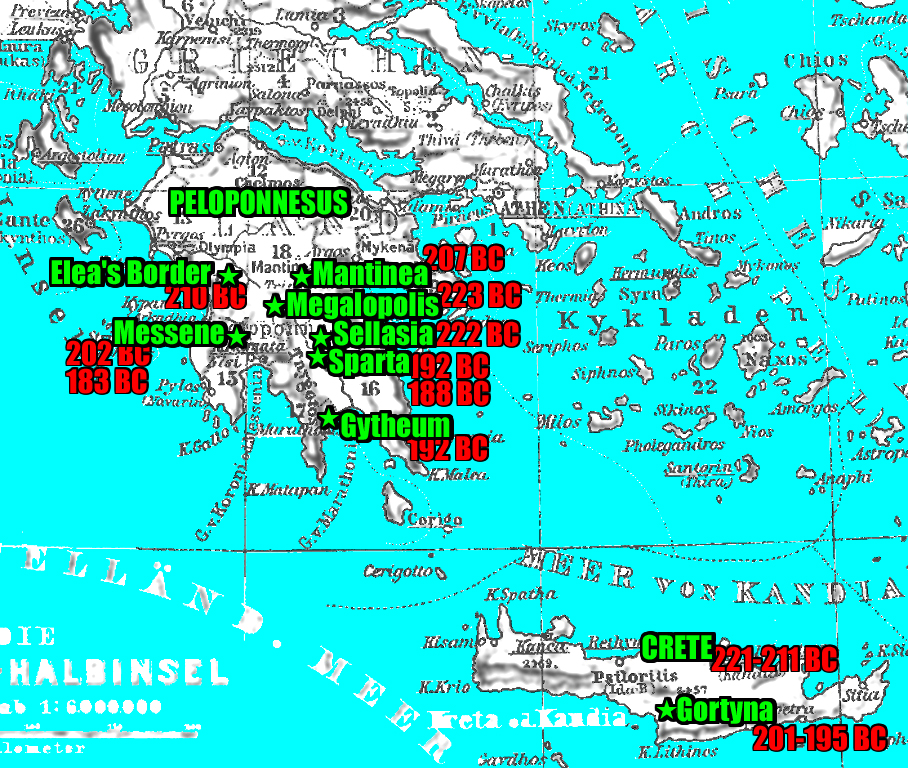
Philopoimén jelentősebb csatáinak helyszínei

I. e. 199-ben a gortüniak kérésére visszatért Krétára, hogy ismét zsoldosvezérként segítse háborújukat. Hat éven át volt távol ezalatt Nabisz ostrom alatt tartotta Megalopoliszt (a város meg is neheztelt Philopoiménre, mert távol hadakozik az otthoni vész esetén) és lezajlott a második római-makedón háború. Nabisz eleinte Philipposz oldalára állt és cserébe megkapta Argoszt, majd ezután átállt a rómaikhoz, remélve hogy megtarthatja szerzeményét. A békekötés után azonban a római Titus Quinctius Flamininus zsarnoksággal vádolta Nabiszt és elvette tőle legfőbb kikötőjét, Gütheiont. 
I. e. 193-ban visszatért a Peloponnészoszra és azonnal ismét a szövetség sztratégoszává választották. A háború újfent a spártaiak ellen folyt, akik megpróbálták visszaszerezni elvesztett területeiket. Az akhájok Rómát kérték fel segítségül, de nem várták meg, hogy azok erői megérkezzenek, hanem tengeren támadtak a spártaiakra és - részben Philopoimén tengeri tapasztalansága miatt - vereséget szenvedtek. Nabisz ezt követően ostrom alá vette Gütheiont, abban bízva, hogy az akhájok nem kockáztatnak meg újabb tengeri csatát. Philopoimén azonban éjszaka partra szállt és meglepetésszerűen rátámadott a spártai táborra, majd visszavonult. Néhány nappal később Nabisz lepte meg őket, amikor nehezen járható vidéken vonultak, de ennek ellenére győzelmet arattak a spártaiakon, akik gyakorlatilag elvesztették a hadseregüket.  
I. e. 192-ben az aitóliabeliek hitszegő módon meggyilkolták Nabiszt és megpróbálták elfoglalni Spártát, de annak lakói kiűzték őket. Philopoimén kihasználta legfőbb ellenségének kiszolgáltatott helyzetét, megtámadta a várost és részben erőszakkal, részben rábeszéléssel rávette őket, hogy csatlakozzanak az Akháj Szövetséghez. A spártaiak a Nabisz házának és birtokának elárverezéséből befolyt százhúsz talentumot Philopoiménnek akarták ajándékozni, ő azonban visszautasította a jelentős összeget, mondván hogy ne barátaikat, hanem ellenségeiket vesztegessék meg vele. 
Ezt követően a spártaiak fellázadtak az Akháj Szövetség ellen. Diophanész, a szövetség akkori sztratégosza fegyverrel akart letörni az elégedetlenkedést. Philopoimén előbb Diphanészt próbálta lebeszélni az erőszakról, majd amikor nem járt sikerrel, magánszemélyként ment el Lakedaimónba, figyelmeztette a spártaiakat és elzárva a betörő akháj sereg útját sikerült elkerülnie a vérontást és visszavezette Spártát a szövetségbe. I. e. 188-ban azonban konfliktusba került a spártai vezetéssel. Philopoimén csak azokat a korábbi spártai száműzötteket akarta visszaengedni a városba, akik támogatták az akháj orientációt. Ezekkel a száműzöttekkel együtt fegyveresen betört spártai területre, elfoglalta a várost és leromboltatta a Nabisz által emeltetett városfalat. A politikáját ellenzők közül 80-at (mások szerint 350-et) kivégeztetett, a Spárta által ellenőrzött terület egy részét elcsatolta Megalopolisz javára, azokat akik a zsarnokoktól kaptak polgárjogot áttelepítette Akhaiába (és amikor nem engedelmeskedtek az utasításnak, eladta őket rabszolgának) és eltörölve a régi spártai törvényeket az akháj törvényeket és intézményeket vezette be. Philopoimén látta, hogy a rómaiak befolyása egyre erősebb lesz Görögországban és igyekezett felszólalni a túlzottan Róma-barát politika ellen.   

## Halála

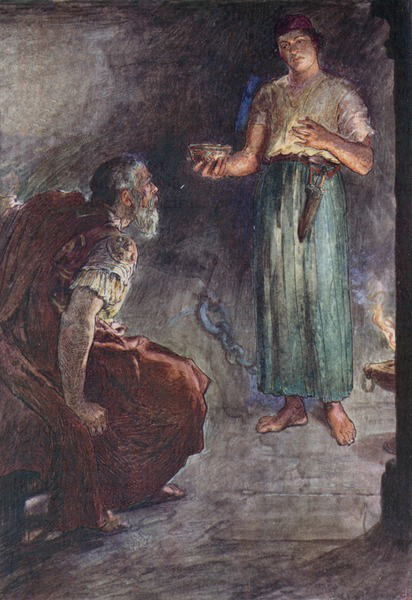
A fogságba esett Philopoimén (William Rainey rajza, 1910)

I. e. 183-ban, hetvenéves korában nyolcadszor is megválasztották az Akháj Szövetség fővezérévé. Egyik ellensége, Deinokratész rábeszélte a messzénéieket, hogy lázadjanak fel a szövetség ellen. Philopoimén lovascsapatával Messzénébe indult és útközben találkozott Deinokratész seregével, amelyet megfutamított. Ekkor azonban azok erősítést kaptak és Philopoimén inkább visszavonult, személyesen vállalva a hátvéd szerepét. Lova azonban megbotlott, a földre dobta, ő pedig elvesztette az eszméletét és elfogták. Messzénében egy gabonatárolóba zárták, amelynek egyetlen felső kijáratát egy nagy kővel zárták el. 
A messzénéiek Deinokratész nyomására úgy döntöttek, hogy nem engedik el élve. Hogy megkíméljék a kivégzés szégyenétől, egy szolgát küldtek hozzá méreggel. Philopoimén megkérdezte tőle, hogy társainak sikerült-e visszavonulniuk, és amikor a szolga megmondta neki, hogy többségük megmenekült, bólintott és kiitta méregpoharat. 
Az akhájok felháborodva fogadták a halálhírét, feldúlták Messzéné környékét, míg a város meg nem adta magát. Deinokratész öngyilkos lett, a polgárok közül azokat, akik halálra ítélték Philopoimént, kivégezték. A holttestet elégették, hamvait egy urnában díszmenetben vitték Megalopoliszba; az urnát Polübiosz, a későbbi történetíró vitte. A sírjánál agyonkövezték a messzénéi hadifoglyokat. 